# Frances Gabe
Frances Gabe, de soltera Frances Grace Arnholtz, (Idaho, 23 de junio de 1915 – Oregón, 26 de diciembre de 2016) fue una artista e inventora estadounidense, conocida por el diseño y la construcción de la primera casa autolimpiable en Newberg, Oregón. Construyó su propio modelo por 15.000 dólares y se estimó que saldría al mercado en 1984 por unos 50.000 dólares. En la década de 1980, alcanzó gran notoriedad internacional por esta Self-Cleaning House.

## Trayectoria
Ella se definía a sí misma como una persona "inusual". Nació en un rancho cerca de Boise, Idaho y solía pasar gran parte de su tiempo acompañando a su padre, Frederick, en sus trabajos como contratista de la construcción. Se casó con Herbert Grant Bateson y tras divorciarse, cambió su apellido a Gabe. El Gobierno estadounidense concedió varias patentes a la casa autolimpiable que junto a veinticinco patentes adicionales concedidas para inventos individuales exclusivos de la casa, llegaron a sumar un total de sesenta y ocho patentes. Su psiquiatra le dijo una vez que era mucho más que un genio, que el mundo te pertenecía, y que no dejara que nadie le dijera otra cosa.

A pesar de que en ocasiones su invento fue ridiculizado, actualmente arquitectos y constructores coinciden en que es funcional y atractivo. La Self-Cleaning House fascinó a la investigadora y humorista de la Universidad de Harvard Erma Bombeck que dijo que debería ser añadida a Mount Rushmore. mientras que Fred Amran, profesor de Creatividad de la Universidad de Minnesota, definió su patente como increíblemente compleja y la más larga que nunca había leído. La Self-Cleaning House llegó a aparecer en la colección Ripley, ¡aunque usted no lo crea! La casa también se expuso en 2002 y 2003 en The Women's Museum de Dallas (Texas) que se convirtió en una exposición muy popular. Gabe y la casa aparecieron en la revista People en 1982 y en la sección Home & Garden de The New York Times en 2002, así como en The Guardian y en el programa de entrevistas de Phil Donahue, además de en varios libros, como Fugitives & Refugees de Echa Palahniuk (2003).

Murió el 26 de diciembre de 2016 a la edad de 101 años.